# Ben Askren
Ben Askren (18 de julio de 1984) es un artista marcial mixto estadounidense retirado que compitió en la categoría de peso wélter en Ultimate Fighting Championship. Askren es excampeón de peso wélter de ONE Championship y excampeón de Bellator MMA. Es conocido por su estilo dominante y poco ortodoxo, que se inspira en muchos tipos diferentes de wrestling.

## Carrera de artes marciales mixtas

### ONE Championship
El 9 de diciembre de 2013, Askren firmó un contrato de 2 años/6 combates con ONE Championship.
Askren enfrentó a Bakhtiyar Abbasov en su debut, quien había cosechado una racha de nueve victorias consecutivas, en el evento principal de ONE FC: Honor and Glory el 30 de mayo. Ganó la pelea a través de sumisión en la primera ronda, y procedió a llamar al campeón de ONE, Nobutatsu Suzuki, diciendo que "Suzuki me va a traer mi cinturón. Puede ponerlo en el centro de la jaula y dármelo"!.
Askren se enfrentó a Suzuki en ONE Fighting Championship: Reign of Champions el 29 de agosto de 2014. Ganó la pelea por TKO en la primera ronda para convertirse en el nuevo campeón de peso wélter de ONE.
Askren se enfrentó a Luis Santos en el evento principal en el ONE Championship: Valor of Champions el 24 de abril. La pelea se dictaminó como "Nulo" después de que un golpe accidental en el ojo de Askren a los 2:19 de la primera ronda hiciera que Santos no pudiera continuar.
En la siguiente pelea, Askren venció a Nikolay Aleksakhin por decisión unánime en el ONE Championship: Global Warriors el 15 de abril de 2016.
Askren luego se enfrentó a Agilan Thani en el ONE Championship: Dynasty of Heroes el 26 de mayo de 2017. Ganó la pelea a través de Sumisión en la primera ronda.
Askren se enfrentó a Zebaztian Kadestam en ONE Championship: Shanghái el 7 de septiembre de 2017. Ganó la pelea por TKO.
En su última pelea, Askren se enfrentó al también veterano Shinya Aoki en el ONE Championship: Immortal Pursuit el 24 de noviembre de 2017. Antes de la pelea, afirmó que esta sería su última pelea. Ganó la pelea por TKO debido a golpes en la primera ronda. Se retiró de las AMM después de la victoria.
Askren dejó la puerta abierta para una última pelea si le hicieran una oferta para "demostrar que soy el mejor peso wélter del mundo". Discutió la posibilidad de enfrentarse a Georges St-Pierre, afirmando que "no quiere una pelea por el título. Sólo quiere construir su legado", y agregó que sentía que sería el oponente perfecto para St. Pierre. Askren luego afirmó que pelearía contra St. Pierre en la primavera de 2019.

### Ultimate Fighting Championship
El 3 de noviembre de 2018, se anunció que UFC había firmado a Askren bajo el "acuerdo de cambio entre UFC y ONE Championship", a cambio del ex-Campeón de Peso Mosca de UFC Demetrious Johnson.
Askren hizo su debut contra el ex-Campeón de Peso Wélter de UFC Robbie Lawler el 2 de marzo de 2019, en UFC 235. La pelea estaba inicialmente programada para UFC 233, pero el evento fue cancelado y la pelea fue reprogramada para UFC 235. Askren ganó la pelea por bulldog choke en el primer asalto, aunque hubo algo de controversia por la detención del réferi Herb Dean. Las repeticiones muestran el brazo de Lawler quedando flojo y dando un pulgar arriba, lo que contribuye a creer que Lawler entró y salió de la inconciencia. A pesar de la controversia, el director ejecutivo de la Comisión Atlética de Nevada Bob Bennett explicó que la comisión "no tenía problema" con la decisión de Dean de detener la pelea.
Askren enfrentó a Jorge Masvidal el 6 de julio de 2019, en UFC 239. Perdió por nocaut en el primer asalto.
Askren enfrentó al Campeón Mundial de ADCC Demian Maia el 26 de octubre de 2019, en UFC on ESPN+ 20. Perdió la pelea por sumisión técnica en el tercer asalto. Esta pelea lo hizo merecedor del premio de Pelea de la Noche.
El 18 de noviembre de 2019, Askren anunció su retiro oficial de la competencia de artes marciales mixtas.

## Neumonía y trasplante pulmonar
En mayo de 2025 sufrió una neumonía severa que inundó sus pulmones de fluido; en el proceso, contrajo una infección por estafilococo que atacó los tejidos de su sistema respiratorio, desencadenando una fibrosis pulmonar que provocó daños irreparables.
Su aseguradora se negó a cubrir el coste del trasplante, argumentando que no cumplía con algunos requerimientos médicos o de cobertura; ante esta negativa, amigos, familiares y seguidores, decidieron realizar una campaña de donaciones donde recaudaron más de 2 millones de dólares, gracias a este gesto de solidaridad pudo acceder al doble trasplante pulmonar.
Tras este proceso, Ben perdió unos 23 kilos de peso aproximadamente en 45 días y, según sus propias palabras, perdió la memoria entre el 28 de mayo y el 2 de julio.

## Campeonatos y logros

### Artes marciales mixtas
- Ultimate Fighting Championship
  - Pelea de la Noche (Una vez) vs. Demian Maia
- Bellator Fighting Championships
  - Campeonato Mundial de Peso Wélter de Bellator (Una vez)
    - Cuatro defensas titulares exitosas

  - Campeonato del Torneo de Peso Wélter de la Temporada 2 de Bellator
  - Mayor cantidad de defensas titulares exitosas consecutivas en la historia de Bellator (4)
  - Mayor cantidad de defensas titulares exitosas en la historia de Bellator (4)
  - Invicto (9–0)
- ONE Championship
  - Campeonato Mundial de Peso Wélter de ONE (Una vez)
    - Tres defensas titulares exitoas

  - Invitcto (7–0)

## Récord en artes marciales mixtas
| Récord profesional | Récord profesional | Récord profesional |
| 22 peleas          | 19 victorias       | 2 derrotas         |
| ------------------ | ------------------ | ------------------ |
| Nocaut             | 6                  | 1                  |
| Sumisión           | 6                  | 1                  |
| Decisión           | 7                  | 0                  |
| Sin resultado      | 1                  | 1                  |

| Resultado     | Récord   | Oponente           | Método                                | Evento                                    | Fecha                   | Ronda | Tiempo | Localización               | Notas |
| ------------- | -------- | ------------------ | ------------------------------------- | ----------------------------------------- | ----------------------- | ----- | ------ | -------------------------- | --- |
| Derrota       | 19–2 (1) | Demian Maia        | Sumisión (rear-naked choke)           | UFC Fight Night: Maia vs. Askren          | 26 de octubre de 2019   | 3     | 3:54   | Kallang                    | Pelea de la Noche. |
| Derrota       | 19–1 (1) | Jorge Masvidal     | KO (rodillazo volador)                | UFC 239                                   | 6 de julio de 2019      | 1     | 0:05   | Paradise, Nevada           | Nocaut más rápido en la historia de UFC. KO Del Año (2019).                                                            |
| Victoria      | 19–0 (1) | Robbie Lawler      | Sumisión técnica (bulldog choke)      | UFC 235                                   | 2 de marzo de 2019      | 1     | 3:20   | Las Vegas, Nevada          | Debut en UFC. |
| Victoria      | 18–0 (1) | Shinya Aoki        | TKO (golpes)                          | ONE Championship 64: Immortal Pursuit     | 24 de noviembre de 2017 | 1     | 0:57   | Kallang                    | Defendió el Campeonato de Peso Wélter de ONE Championship.                                                             |
| Victoria      | 17–0 (1) | Zebaztian Kadestam | TKO (golpes)                          | ONE Championship: Shanghái                | 2 de septiembre de 2017 | 2     | 4:09   | Shanghái                   | Defendió el Campeonato de Peso Wélter de ONE Championship.                                                             |
| Victoria      | 16–0 (1) | Agilan Thani       | Sumisión (arm-triangle choke)         | ONE Championship 55: Dynasty of Heroes    | 26 de mayo de 2017      | 1     | 2:20   | Kallang                    | Defendió el Campeonato de Peso Wélter de ONE Championship.                                                             |
| Victoria      | 15–0 (1) | Nikolay Aleksakhin | Decisión (unánime)                    | ONE Championship 41: Global Rivals        | 15 de abril de 2016     | 5     | 5:00   | Pásay                      | Pelea no titular. Aleksakhin no dio el peso.                                                                           |
| Sin Resultado | 14–0 (1) | Luis Santos        | Sin resultado                         | ONE Championship 26: Valor of Champions   | 24 de abril de 2015     | 1     | 2:19   | Pásay                      | Defendió el Campeonato de Peso Wélter de ONE Championship.                                                             |
| Victoria      | 14–0     | Nobutatsu Suzuki   | TKO (golpes)                          | ONE FC 19: Reign of Champions             | 29 de agosto de 2014    | 1     | 1:24   | Dubái                      | Ganó el Campeonato de Peso Wélter de ONE Championship.                                                                 |
| Victoria      | 13–0     | Bakhtiyar Abbasov  | Sumisión (arm-triangle choke)         | ONE FC 16: Honor and Glory                | 30 de mayo de 2014      | 1     | 4:21   | Kallang                    | |
| Victoria      | 12–0     | Andrey Koreshkov   | TKO (golpes)                          | Bellator 97                               | 31 de julio de 2013     | 4     | 2:58   | Río Rancho, Nuevo México   | Defendió el Campeonato de Peso Wélter de Bellator. Tras el combate, dejó vacante su título tras rescindir su contrato. |
| Victoria      | 11–0     | Karl Amoussou      | TKO (parada médica)                   | Bellator 86                               | 24 de enero de 2013     | 3     | 5:00   | Thackerville, Oklahoma     | Defendió el Campeonato de Peso Wélter de Bellator.                                                                     |
| Victoria      | 10–0     | Douglas Lima       | Decisión (unánime)                    | Bellator 64                               | 6 de abril de 2012      | 5     | 5:00   | Windsor, Ontario           | Defendió el Campeonato de Peso Wélter de Bellator.                                                                     |
| Victoria      | 9–0      | Jay Hieron         | Decisión (dividida)                   | Bellator 56                               | 29 de octubre de 2011   | 5     | 5:00   | Kansas City, Kansas        | Defendió el Campeonato de Peso Wélter de Bellator.                                                                     |
| Victoria      | 8–0      | Nick Thompson      | Decisión (unánime)                    | Bellator 40                               | 9 de abril de 2011      | 3     | 5:00   | Newkirk, Oklahoma          | Pelea no titular. |
| Victoria      | 7–0      | Lyman Good         | Decisión (unánime)                    | Bellator 33                               | 21 de octubre de 2010   | 5     | 5:00   | Philadelphia, Pennsylvania | Ganó el Campeonato de Peso Wélter de Bellator.                                                                         |
| Victoria      | 6–0      | Dan Hornbuckle     | Decisión (unánime)                    | Bellator 22                               | 17 de junio de 2010     | 3     | 5:00   | Kansas City, Misuri        | |
| Victoria      | 5–0      | Ryan Thomas        | Decisión (unánime)                    | Bellator 19                               | 20 de mayo de 2010      | 3     | 5:00   | Grand Prairie, Texas       | |
| Victoria      | 4–0      | Ryan Thomas        | Sumisión técnica (Japanese necktie)   | Bellator 14                               | 15 de abril de 2010     | 1     | 2:40   | Chicago, Illinois          | |
| Victoria      | 3–0      | Matt Delanoit      | Sumisión (north-south choke)          | Max Fights DM: Ballroom Brawl             | 28 de agosto de 2009    | 1     | 1:15   | Des Moines, Iowa           | |
| Victoria      | 2–0      | Mitchell Harris    | Sumisión (reverse arm-triangle choke) | Headhunter Productions: The Patriot Act 2 | 25 de abril de 2009     | 1     | 1:27   | Columbia, Missouri         | |
| Victoria      | 1–0      | Josh Flowers       | TKO (golpes)                          | Headhunter Productions: The Patriot Act   | 7 de febrero de 2009    | 1     | 1:25   | Columbia, Missouri         | |

## Récord en Submission Grappling
| Resultado | Récord | Oponente            | Método                        | Evento                                                | Fecha                    | División       | Localización                    |
| --------- | ------ | ------------------- | ----------------------------- | ----------------------------------------------------- | ------------------------ | -------------- | ------------------------------- |
| Victoria  | 12–2   | Gerald Meerschaert  | Sumisión (anaconda choke)     | Absolute Grappling Grand Prix at Wisconsin State Fair | 5 de agosto de 2011      | Absoluta       | West Allis, Estados Unidos      |
| Victoria  | 11–2   | Rafael Barbosa      | Puntos (23-0)                 | Absolute Grappling Grand Prix at Wisconsin State Fair | 5 de agosto de 2011      | Absoluta       | West Allis, Estados Unidos      |
| Victoria  | 10–2   | Lyndon Viteri       | Sumisión (arm-triangle choke) | Absolute Grappling Grand Prix at Wisconsin State Fair | 5 de agosto de 2011      | Absoluta       | West Allis, Estados Unidos      |
| Derrota   | 9–2    | Francisco Iturralde | Puntos de Ventaja (3-4)       | IBJJF 2010 Nogi Jiu Jitsu World Championship          | 7 de noviembre de 2010   | -82kg (morado) | Long Beach, Estados Unidos      |
| Victoria  | 9–1    | Jacob Volkmann      | Puntos (3-1)                  | FILA 2009 Grappling World Championship                | 12 de diciembre de 2009  | -84kg          | Fort Lauderdale, Estados Unidos |
| Victoria  | 8-1    | Jeff Funicello      | Puntos (4-0)                  | AFILA 2009 Grappling World Championship               | 12 de diciembre de 2009  | -84kg          | Fort Lauderdale, Estados Unidos |
| Victoria  | 7-1    | Gabriel Kitober     | Puntos (5-4)                  | FILA 2009 Grappling World Championship                | 12 de diciembre de 2009  | -84kg          | Fort Lauderdale, Estados Unidos |
| Victoria  | 6–1    | Bernardo Serrini    | Sumisión (choke)              | FILA 2009 Grappling World Championship                | 12 de diciembre de 2009  | -84kg          | Fort Lauderdale, Estados Unidos |
| Victoria  | 5-1    | Jacob Volkmann      | Puntos (6-0)                  | USA Grappling World Team Trials                       | 23 de octubre de 2009    | -84kg          | Phoenix, Estados Unidos         |
| Victoria  | 4-1    | Shannon Ritch       | Sumisión (armbar)             | USA Grappling World Team Trials                       | 23 de octubre de 2009    | -84kg          | Phoenix, Estados Unidos         |
| Victoria  | 3-1    | Shane Cross         | Sumisión (north-south choke)  | USA Grappling World Team Trials                       | 23 de octubre de 2009    | -84kg          | Fort Lauderdale, Estados Unidos |
| Victoria  | 2-1    | Danny Rubenstein    | Sumisión (D’arce choke)       | USA Grappling World Team Trials                       | 23 de octubre de 2009    | -84kg          | Fort Lauderdale, Estados Unidos |
| Derrota   | 1-1    | Pablo Popovitch     | Sumisión (foot lock)          | ADCC 2009 Submission Wrestling World Championship     | 26 de septiembre de 2009 | -77kg          | Barcelona, España               |
| Victoria  | 1-0    | Toni Linden         | Sumisión (arm-triangle choke) | ADCC 2009 Submission Wrestling World Championship     | 26 de septiembre de 2009 | -77kg          | Barcelona, España               |

## Récord en boxeo profesional
| Resultado | Récord | Oponente  | Método | Evento                  | Fecha               | Ronda | Tiempo | Localización          | Notas |
| --------- | ------ | --------- | ------ | ----------------------- | ------------------- | ----- | ------ | --------------------- | ----- |
| Derrota   | 0–1    | Jake Paul | KO     | Jake Paul vs Ben Askren | 18 de abril de 2021 | 1     | 3:54   | Mercedes Benz Stadium |       |